# جاي برازياي
جاي برازياي هو ممثل كندي، ولد في 22 ديسمبر 1953 في كندا.

## أعمال

### أفلام
- (1994) امرأة صغيرة[5]
- (2002) أرق[6]
- (2003) هاوس أوف ذا ديد
- (2008) فار كراي[7]
- (2009) المراقبون[8]
- (2012) بوسشن[9]
- (2013) قرون[10]

### مسلسلات
- صابرينا
- نزل بيتس[11]
- وكالة ديرك جينتلي للتحقيقات الشمولية

## وصلات خارجية
- جاي برازياي على موقع IMDb (الإنجليزية)
- جاي برازياي على موقع ألو سيني (الفرنسية)
- جاي برازياي على موقع أول موفي (الإنجليزية)
- جاي برازياي على موقع قاعدة بيانات الأفلام السويدية (السويدية)
- جاي برازياي على موقع قاعدة بيانات الفيلم (الإنجليزية)
- جاي برازياي على موقع كينوبويسك (الروسية)